# Road to Ruin

Ramones

Road to Ruin – czwarty studyjny album zespołu Ramones, wydany 22 września 1978 r. przez Sire Records. Reedycja z 2001 r. (Rhino Records) została uzupełniona 5 dodatkowymi utworami.

## Lista utworów
| 1.  | „I Just Want to Have Something to Do” (Joey Ramone) | 2:42  |
|     |                                                     |       |
| 2.  | „I Wanted Everything” (Dee Dee Ramone)              | 3:18  |
|     |                                                     |       |
| 3.  | „Don't Come Close” (Dee Dee Ramone)                 | 2:44  |
|     |                                                     |       |
| 4.  | „I Don't Want You” (Joey Ramone)                    | 2:26  |
|     |                                                     |       |
| 5.  | „Needles & Pins” (Sonny Bono/Jack Nitzsche)         | 2:21  |
|     |                                                     |       |
| 6.  | „I'm Against It” (Joey Ramone/Johnny Ramone)        | 2:07  |
|     |                                                     |       |
| 7.  | „I Wanna Be Sedated” (Joey Ramone)                  | 2:29  |
|     |                                                     |       |
| 8.  | „Go Mental” (Dee Dee Ramone)                        | 2:42  |
|     |                                                     |       |
| 9.  | „Questioningly” (Dee Dee Ramone)                    | 3:22  |
|     |                                                     |       |
| 10. | „She's the One” (Joey Ramone)                       | 2:13  |
|     |                                                     |       |
| 11. | „Bad Brain” (Dee Dee Ramone)                        | 2:25  |
|     |                                                     |       |
| 12. | „It's a Long Way Back” (Dee Dee Ramone)             | 2:20  |
|     |                                                     |       |
|     |                                                     | 31:09 |
|     |                                                     |       |

### CD 2001 (Rhino Records)
| 1. | „I Want You Around” (Ed Stasium version) (Joey Ramone)                                 | 3:02  |
|    |                                                                                        |       |
| 2. | „Rock ’n’ Roll High School” (Ed Stasium version) (Joey Ramone)                         | 2:20  |
|    |                                                                                        |       |
| 3. | „Blitzkrieg Bop”/„Teenage Lobotomy”/„California Sun”/ „Pinhead”/„She’s the One” (Live) | 11:00 |
|    |                                                                                        |       |
| 4. | „Come Back, She Cried A.K.A. I Walk Out” (Demo)                                        | 2:21  |
|    |                                                                                        |       |
| 5. | „Yea, Yea” (Demo)                                                                      | 2:08  |
|    |                                                                                        |       |
|    |                                                                                        | 20:51 |
|    |                                                                                        |       |
Utwór nr 3: ścieżka z musicalu Rock ’n’ Roll High School (Sire Records, kwiecień 1979)

## Skład
- Joey Ramone – wokal
- Johnny Ramone – gitara
- Dee Dee Ramone – gitara basowa
- Marky Ramone – perkusja
- Jan Berry – organy w „Rock n Roll High School"